# Quarterback titolari degli Houston Texans

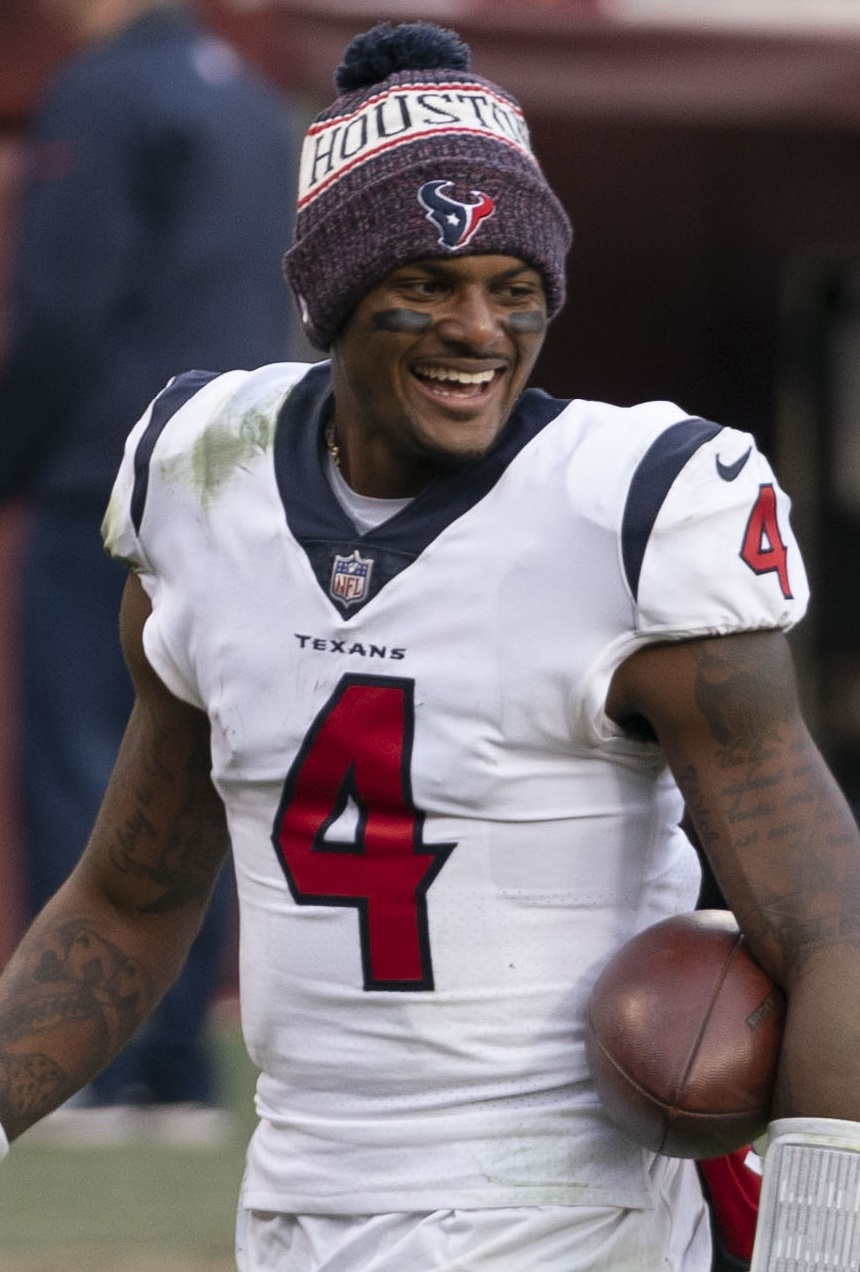
DeShaun Watson, 2017-2020

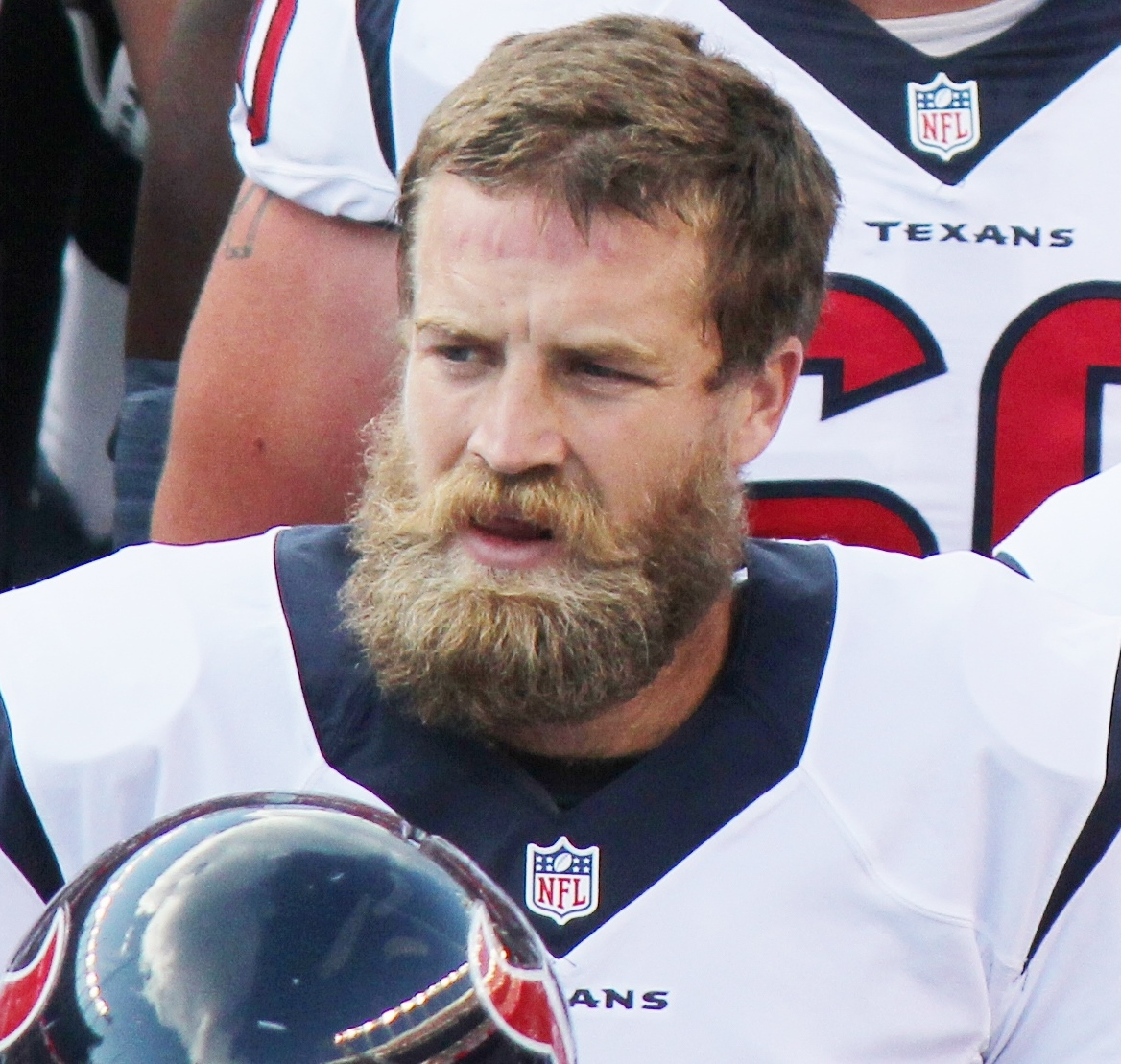
Ryan Fitzpatrick, 2014

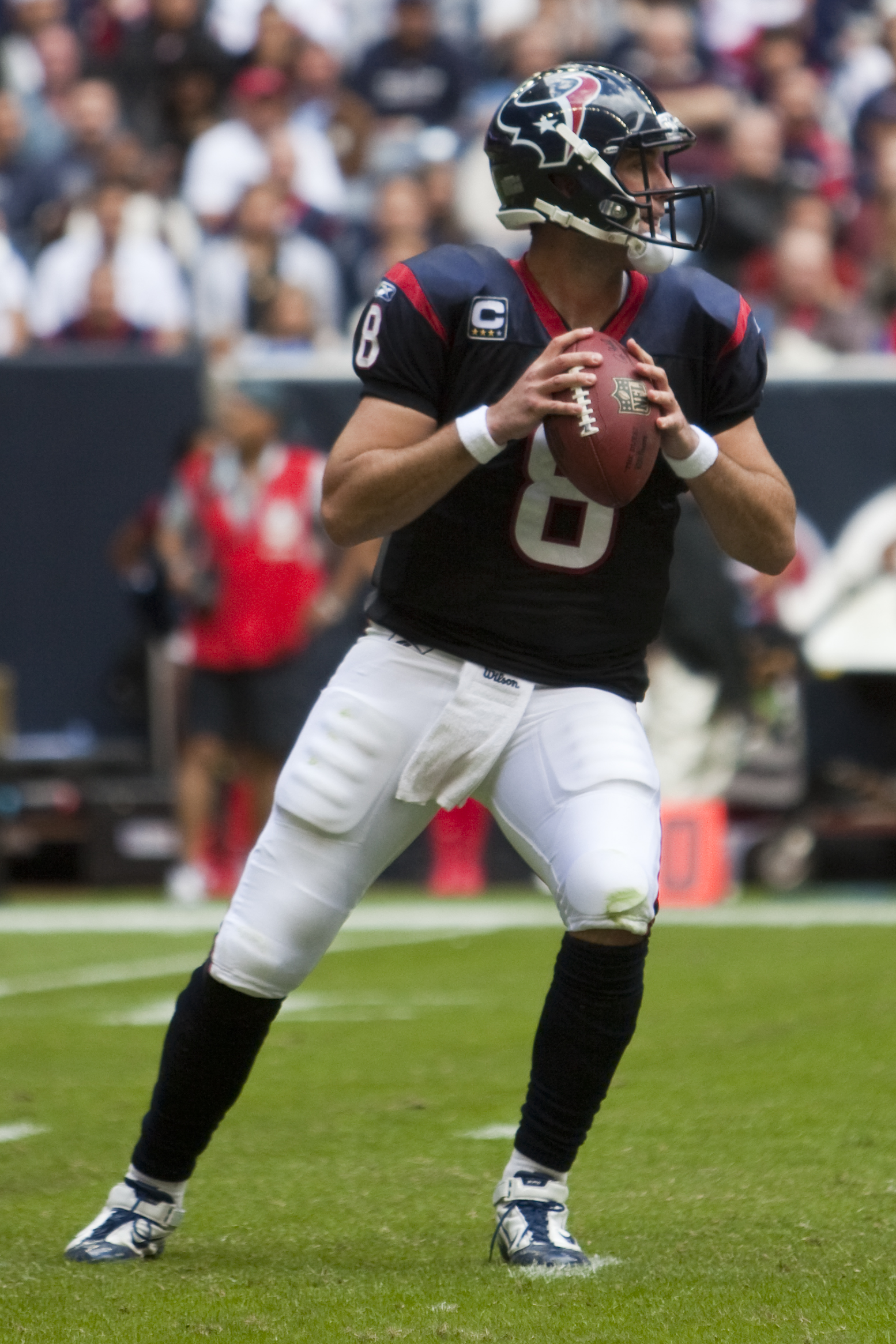
Matt Schaub 2007-2013

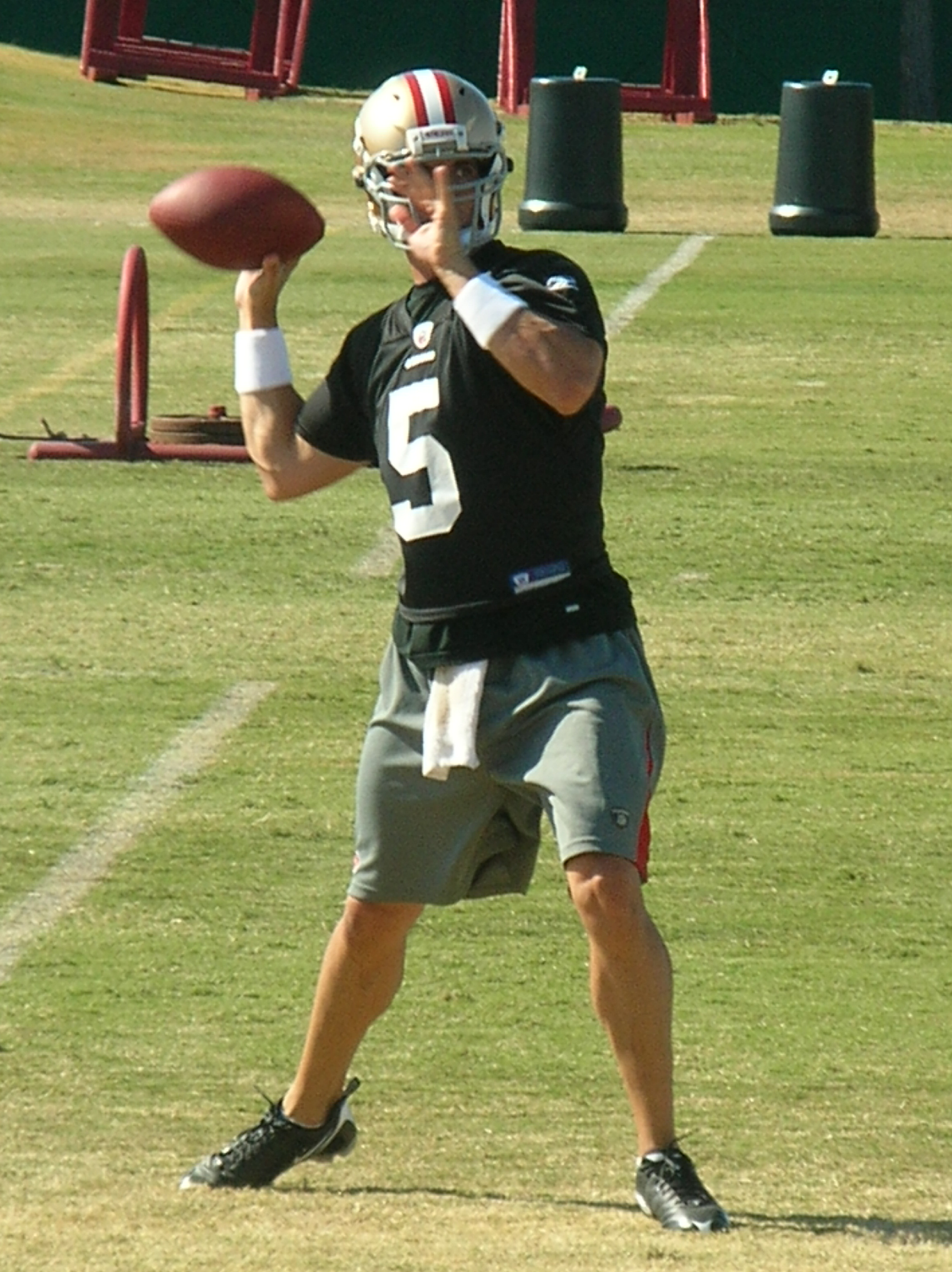
David Carr 2002-2006

Questi quarterback sono partiti come titolari per gli Houston Texans della National Football League. Sono inseriti in ordine di data a partire dalla prima partenza come titolari nei Texans.

## Quarterback titolari
Lista di tutti i quarterback titolari degli Houston Texans. Il numero tra parentesi indica il numero di gare da titolare giocate nella stagione:

### Stagione regolare
| Quarterback titolari degli Houston Texans |                                                                          |        |
| 2019                                      | Deshaun Watson (15) / A.J. McCarron (1)                                  | [ 1 ]  |
| 2018                                      | Deshaun Watson (16)                                                      | [ 2 ]  |
| 2017                                      | Tom Savage (7) / Deshaun Watson (6) / T.J. Yates (3)                     | [ 3 ]  |
| 2016                                      | Brock Osweiler (14) / Tom Savage (2)                                     | [ 4 ]  |
| 2015                                      | Brian Hoyer (9) / Ryan Mallett (4) / T.J. Yates (2) / Brandon Weeden (1) | [ 5 ]  |
| 2014                                      | Ryan Fitzpatrick (12) / Case Keenum (2) / Ryan Mallett (2)               | [ 6 ]  |
| 2013                                      | Matt Schaub (8) / Case Keenum (8)                                        | [ 7 ]  |
| 2012                                      | Matt Schaub (16)                                                         | [ 8 ]  |
| 2011                                      | Matt Schaub (10) / T.J. Yates (5) / Matt Leinart (1)                     | [ 9 ]  |
| 2010                                      | Matt Schaub (16)                                                         | [ 10 ] |
| 2009                                      | Matt Schaub (16)                                                         | [ 11 ] |
| 2008                                      | Matt Schaub (11) / Sage Rosenfels (5)                                    | [ 12 ] |
| 2007                                      | Matt Schaub (11) / Sage Rosenfels (5)                                    | [ 13 ] |
| 2006                                      | David Carr (16)                                                          | [ 14 ] |
| 2005                                      | David Carr (16)                                                          | [ 15 ] |
| 2004                                      | David Carr (16)                                                          | [ 16 ] |
| 2003                                      | David Carr (11) / Tony Banks (3) / Dave Ragone (2)                       | [ 17 ] |
| 2002                                      | David Carr (16)                                                          | [ 18 ] |

### Playoff
| Quarterback titolari degli Houston Texans |                      |  |
| 2019                                      | Deshaun Watson (1–1) |  |
| 2018                                      | Deshaun Watson (0–1) |  |
| 2016                                      | Brock Osweiler (1–1) |  |
| 2015                                      | Brian Hoyer (0–1)    |  |
| 2012                                      | Matt Schaub (1–1)    |  |
| 2011                                      | T.J. Yates (1–1)     |  |